# Ascoli Satriano
Ascoli Satriano är en stad och kommun i provinsen Foggia i Apulien i sydöstra Italien. Kommunen hade 6 167 invånare (2017) och gränsar till kommunerna Candela, Castelluccio dei Sauri, Cerignola, Deliceto, Foggia, Lavello, Melfi, Ordona, Orta Nova samt Stornarella.

## Händelser
Det var utanför Ascoli Satriano som Slaget vid Asculum stod år 279 f.Kr. Där vann Pyrrhus sin dyrköpta seger som gav uttrycket Pyrrhusseger.